# Echinopora lamellosa
Echinopora lamellosa är en korallart som först beskrevs av Eugen Johann Christoph Esper 1795.  Echinopora lamellosa ingår i släktet Echinopora och familjen Faviidae. IUCN kategoriserar arten globalt som livskraftig. Inga underarter finns listade i Catalogue of Life.